# Daemon
Daemon (Disk And Execution MONitor) este un proces de fundal care răspunde solicitărilor de servicii.  În mod tradițional, daemonii sunt implementați după a schemă originară din Unix SysV . Termenul a apărut cu Unix, dar majoritatea sistemelor de operare folosesc daemoni într-o formă sau alta. În sistemele Unix-like, numele daemonilor se termină în mod convențional cu „d”: inetd, httpd, nfsd, sshd, named, lpd.  Procesele daemon nu se află sub controlul direct al utilizatorului și sunt începute când sistemul este pornit și se termină cu sistemul oprit. De obicei, procesul părinte al unui daemon este procesul init. Unii daemoni nu sunt generați la pornire, dar sunt creați mai târziu de un alt proces care a încetat și a fost adoptat de init.
Sistemele Windows folosesc daemoni sub denumirea de servicii. Un serviciu este un program care răspunde solicitărilor de la alte programe prin intermediul unui mecanism de comunicare între procese (de obicei printr-o rețea). 

## Etimologie
Termenul daemon a fost introdus de programatorii proiectului MAC (Project on Mathematics and Computational) al MIT în 1963. Au luat numele de la demonul lui Maxwell, o ființă imaginară care funcționează constant în fundal, sortând molecule într-un experiment de gândire prezentat de fizicianul James Clerk Maxwell. Sistemele Unix au moștenit această terminologie. 

## Exemple de daemoni
Sistemele UNIX au numeroși daemoni care efectuează activități de zi cu zi:
- at: programează o acțiune să fie executată o singură dată la un moment stabilit
- biod: funcționează în cooperare cu nfsd pentru a gestiona cererile clientului NFS [5]
- crond: planificator pentru acțiuni bazate pe timp, care va declanșa o anumită acțiune periodic la o oră programată
- dhcpd: configurare în mod dinamic informațiile TCP/IP pentru clienți
- fingerd: oferă o interfață de rețea pentru protocolul finger
- ftpd: gestionează serviciul FTP
- httpd: managerul de servicii HTTP
- inetd: monitorizează solicitările de conectare la rețea
- init: generează toate celelalte procese; a fost înlocuit cu systemd
- logind: gestionează login-urile și locurile utilizatorilor în diferite moduri [6]
- lpd: gestionează spoolingul imprimantei
- mysqld: oprește și pornește un server de baze de date
- nfsd: procesează cererile de operare NFS de la sistemele client
- ntpd: gestionează sincronizarea ceasului în rețea
- portmap/rpcbind: oferă informații pentru a permite clienților să contacteze serverele ONC RPC
- rsyslogd: folosit pentru a înregistra mesajele de sistem
- sendmail: controlează protocolul SMTP
- sshd: responsabil cu gestionarea serviciului SSH
- swapper: copiază regiunile de proces în spațiul swap pentru a recupera spații fizice ale memorie din kernel
- syncd: păstrează sistemul de fișiere sincronizat cu memoria sistemului
- syslogd: proces de înregistrare a sistemului prin fișiere jurnal
- systemd:  înlocuitor al init, care generează toate celelalte procese
- udev: manager de dispozitive care înlocuiește devfs
- udisksd: gestionează operațiuni precum interogarea, montarea, demontarea, formatarea sau detașarea dispozitivelor de stocare[7]
- vhand	: eliberează pagini de memorie pentru utilizare de către alte procese[8]
- xfsd: deserservește font-uri X11 către clienți la distanță
- ypbind: găsește un server pentru domeniile NIS și păstrează informațiile NIS într-un fișier. [9][10]